# Diecezja Kundiawa
Diecezja Kundiawa (łac. Diœcesis Kundiavana) – diecezja rzymskokatolicka w Papui-Nowej Gwinei, z siedzibą w Kundiawie. Powstała w 1982.

## Główne świątynie
- Katedra: Katedra Maryi Wspomożycielki Chrześcijan w Kundiawie

## Biskupi ordynariusze
- Wilhelm Kurtz SVD (1982–1999)
- Henk te Maarssen SVD (2000–2009)
- Anton Bal (2009–2019)
- Paul Sundu (od 2021)